# 10007 Малийтеатр
10007 Малийтеатр (10007 Malytheatre) — астероїд головного поясу, відкритий 16 грудня 1976 року.
Тіссеранів параметр щодо Юпітера — 3,157.